# SMR3B
SMR3B (англ. Submaxillary gland androgen regulated protein 3B) – білок, який кодується однойменним геном, розташованим у людей на 4-й хромосомі. Довжина поліпептидного ланцюга білка становить 79 амінокислот, а молекулярна маса — 8 188.
| 10         |  | 20         |  | 30         |  | 40         |  | 50         |
| ---------- |  | ---------- |  | ---------- |  | ---------- |  | ---------- |
| MKSLTWILGL |  | WALAACFTPG |  | ESQRGPRGPY |  | PPGPLAPPQP |  | FGPGFVPPPP |
| PPPYGPGRIP |  | PPPPAPYGPG |  | IFPPPPPQP  |  |            |  |            |

A: Аланін

C: Цистеїн

E: Глутамінова кислота

F: Фенілаланін

G: Гліцин

I: Ізолейцин

K: Лізин

L: Лейцин

M: Метіонін

P: Пролін

Q: Глутамін

R: Аргінін

S: Серин

T: Треонін

V: Валін

W: Триптофан

Секретований назовні.